# هايلي شابمان
هايلي شابمان (بالإنجليزية: Hayley Chapman) هي لاعبة رماية أسترالية، ولدت في 19 يناير 1992 في Balaklava, South Australia ‏ في أستراليا.

## وصلات خارجية
- هايلي شابمان على موقع الاتحاد الدولي (الإنجليزية)
- هايلي شابمان على موقع اللجنة الأولمبية الدولية (الإنجليزية)
- هايلي شابمان على موقع أوليمبيديا (الإنجليزية)
- هايلي شابمان على موقع اللجنة الأولمبية الأسترالية (الإنجليزية)
- هايلي شابمان على موقع اتحاد ألعاب الكومنولث (مؤرشف) (الإنجليزية)